# EM i fodbold for kvinder 1997
EM i fodbold for kvinder 1997 var den 6. udgave af EM i fodbold for kvinder, som foregik mellem 1993 til 1995 (med kvalifikationsrunden). Finalen blev spillet i Tyskland. EM i fodbold for kvinder er en regulær turnering, der involverer landsholde fra Europa, der er medlemmer af UEFA og som har kvalificeret sig til konkurrencen. Turneringen skal finde frem til hvilket europæisk hold er det bedste i Europa.
Tyskland vandt turneringen for fjerde gang i landets historie, efter finalesejr over Italien, 2-0.

## Format
I 1997, valgte lavede man en ændring i turneringsformatet. Otte hold deltog, ud af de 33 deltagende hold i kvalifikationen, skulle optræde i to grupper af fire hold. Derefter skulle de to øverst placerede hold fra hver gruppe, spille semifinale.